# Ludwig Wühr
Ludwig Wühr (* 6. April 1907 in Großholzhausen; † 30. Dezember 1998) war ein deutscher Schauspieler.

## Leben
Nach der Realschule nahm er Schauspielunterricht bei Hofschauspieler Eugen Gura junior in München. Sein Debüt gab er in Bamberg am E.T.A.-Hoffmann-Theater. Dann folgte ein Engagement in Gera, bevor er 1938 nach München kam.
Dort wirkte er die folgenden Jahrzehnte an verschiedenen Bühnen als freier Schauspieler. Besonders oft war er am Münchner Volkstheater, aber auch am Bayerischen Staatsschauspiel zu sehen. 1965 trat er in Marieluise Fleißers Der starke Stamm auf der Schaubühne am Halleschen Ufer in Berlin auf. Bei den Luisenburg-Festspielen in Wunsiedel agierte er 1973 in Die Kreuzlschreiber und 1974 in Wie es euch gefällt.
Er wirkte auch in Filmen mit und vor allem in vielen Fernsehproduktionen, die in bayerischer Umgebung spielten. In der Serie Der Millionenbauer verkörperte er den Pfarrer. Wühr war auch als Hörspielsprecher in der von 1979 bis 1985 laufenden 28-teiligen Serie Die Grandauers und ihre Zeit vertreten. Auch in der Serie Meister Eder und sein Pumuckl war er nicht selten zu hören, u. a. als Eders Stammtischfreund Schmidt.

## Filmografie
- 1952: Der weißblaue Löwe
- 1961–1963: Funkstreife Isar 12 (Serie)
- 1965: Die Pfingstorgel
- 1965: Ein Tag – Bericht aus einem deutschen Konzentrationslager 1939
- 1966: Die seltsamen Methoden des Franz Josef Wanninger (Serie)
- 1967: Das Kriminalmuseum (Serie) – Die Zündschnur
- 1968: Der Holledauer Schimmel
- 1968: Königlich Bayerisches Amtsgericht (Serie)
- 1969: Der Attentäter
- 1970: Der Fall Lena Christ
- 1970: Die seltsamen Methoden des Franz Josef Wanninger (Serie)
- 1972: Schulmädchen-Report. 3. Teil: Was Eltern nicht mal ahnen
- 1972: Mädchen, die nach München kommen
- 1972: Tatort: Wenn Steine sprechen
- 1972: Der Komödienstadel: Josef Filser
- 1973: Zwei Einakter
- 1973: Schulmädchen-Report. 5. Teil: Was Eltern wirklich wissen sollten
- 1975: Bitte keine Polizei: Ich bin so frei (Serie)
- 1977: Der Komödienstadel: Graf Schorschi
- 1977: Derrick: Inkasso
- 1977: Tatort: Schüsse in der Schonzeit
- 1978: Sachrang (Fernsehdreiteiler)
- 1979: Der Millionenbauer (Serie)
- 1979: Andreas Vöst
- 1979: Die Überführung
- 1981: Derrick: Der Untermieter
- 1982: Ehe oder Liebe
- 1982: Der starke Stamm
- 1982: Zeit genug (Serie)
- 1983: Der Androjäger: Ganz einfach, wenn man’s kann (Serie)
- 1983: Der Glockenkrieg
- 1983: Tatort: Roulette mit 6 Kugeln
- 1983: Polizeiinspektion 1: Der Betriebsunfall (Serie)
- 1984: Die Wiesingers (Serie)
- 1987: Herbert und Schnipsi (Serie)
- 1988: Lindenstraße: Laura (Serie)
- 1988: Polizeiinspektion 1: Der Stellvertreter (Serie)
- 1990: Das schreckliche Mädchen
- 1991: Wildfeuer
- 1992: Langer Samstag
- 1994: Tatort: … und die Musi spielt dazu